# Seznam slovenskih državnih svetnikov (1992–1997)
Seznam slovenskih državnih svetnikov v mandatu 1992 do 1997.

## B
- Franc Ban
- Ivo Benkovič
- Polde Bibič
- Danijel Božič
- Branko Brumen

## C
- Miroslav Cerar

## Č
- Peter Čeferin
- Sandi Češko

## G
- Peter Glavič
- Franc Glinšek
- Franc Grašič

## H
- Tone Hrovat

## J
- Zoltan Jan

## K
- Fedja Klavora
- Danilo Kovačič
- Ivan Kristan

## M
- Jože Magdič
- Avgust Majerič
- Branko Matkovič
- Gregor Miklič
- Dušan Milenkovič
- Dragan Mozetič

## O
- Aleš Ocepek

## P
- Dušan Plut

## R
- Jože Resman

## S
- Evgen Sapač
- Miroslav Steržaj
- Janko Sušnik

## Š
- Erih Šerbec
- Majda Šlajmer - Japelj
- Marcel Štefančič
- Dagmar Šuster
- Boris Šuštaršič

## T
- Miha Tišler
- Vladimir Tkalec
- Simon Toplak

## V
- France Vodopivec
- Albert Vodovnik

## Z
- Franc Zavodnik
- Jože Zupančič